# Kievtårta

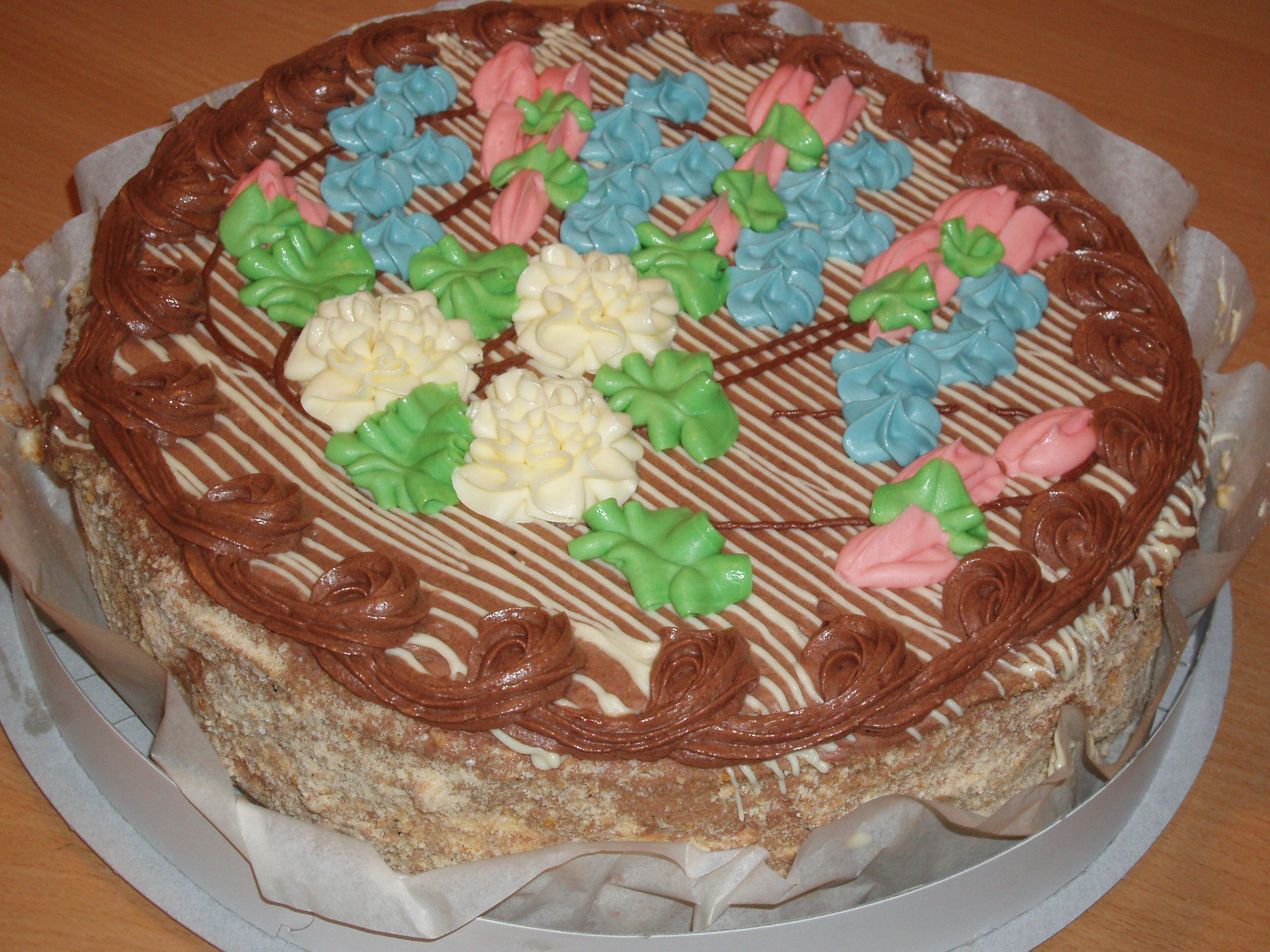
Kievtårta.

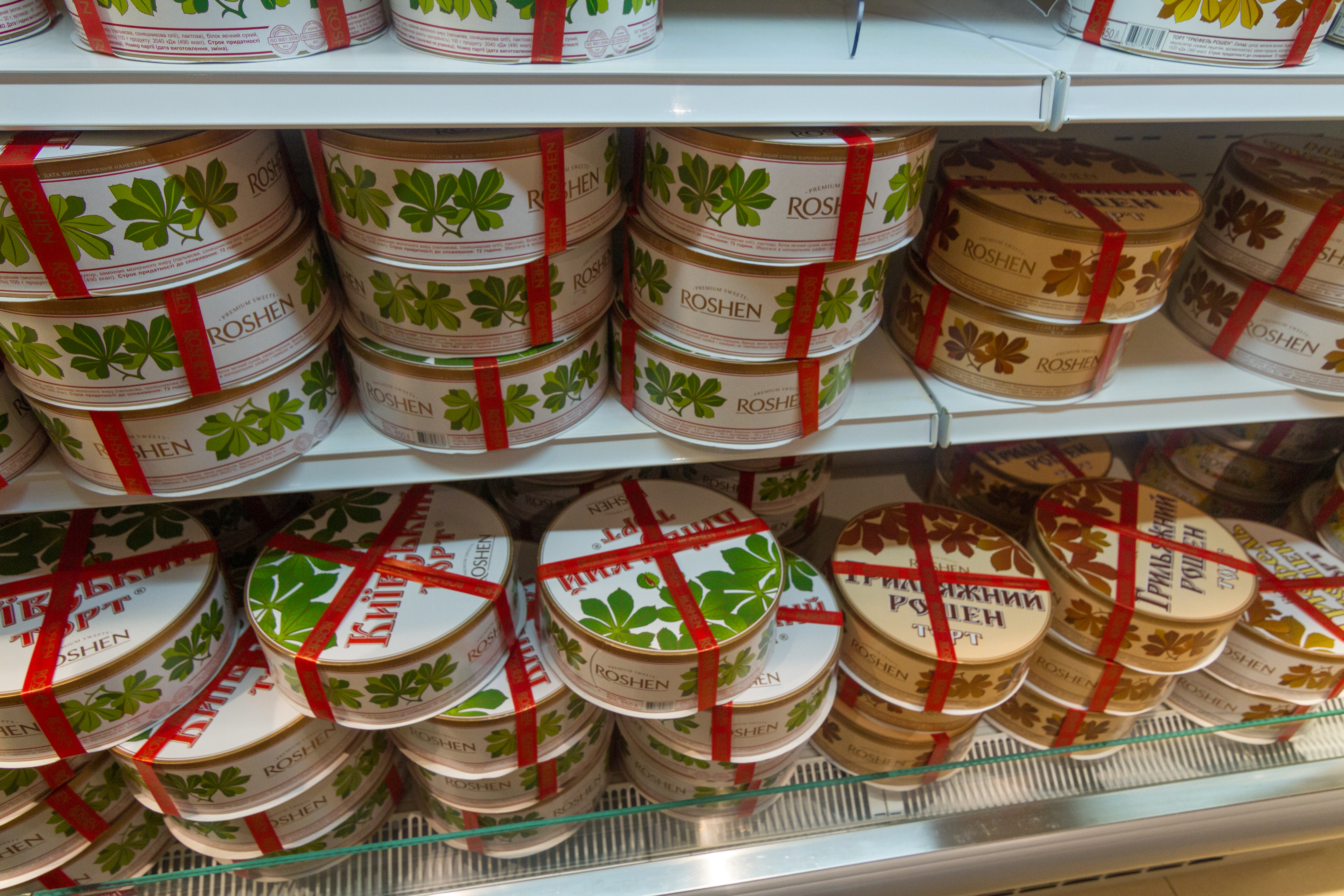
De traditionella bleckdosorna.

Kievtårta (på ukrainska київський торт, kyjivski tort) är en ukrainsk tårta. 
Tårtan har sitt ursprung i Karl Marx konditorifabrik i Kiev (i före detta Ukrainska SSR) där den utvecklades år 1956 och patenterades 13 december 1973. I dag tillverkas tårtorna av företaget Roshen som är den ursprungliga fabrikens nuvarande ägare. Roshen är den enda tillverkaren som använder tårtans ursprungliga recept. Under 1970- och 1980-talet blev tårtan populär i hela Sovjetunionen.
Tårtan består av två bottnar som innehåller maräng och hasselnötter. Bottnarna dränks in med dessertvin. På toppen finns choklad och dekoreras med smörkräm. Tårtans väger ungefär ett kilo.
I början använde man valnötter men de har bytts ut mot cashew- eller hasselnötter. Krossade nötter kan också spridas på den färdiga tårtan efter dess nedkylning som påverkar tårtans glasering.
Tårtorna säljs i traditionella grön-vita bleckdosor på vars lock finns bilder på blad och fruktkapslar av hästkastanj, som är en symbol för Kiev. Dosorna har även ett rött band.
Tårtan har också kopierats. De äkta tårtorna kan identifieras genom bland annat att bakdatumet har ingraverats på dosan med laser, medan falska tårtor använder klistermärke. De falska tårtorna brukar också vara mer indränkta med vin än de äkta och de kan bakas med jordnötter istället för hasselnötter.